# Thälmann-Medaille

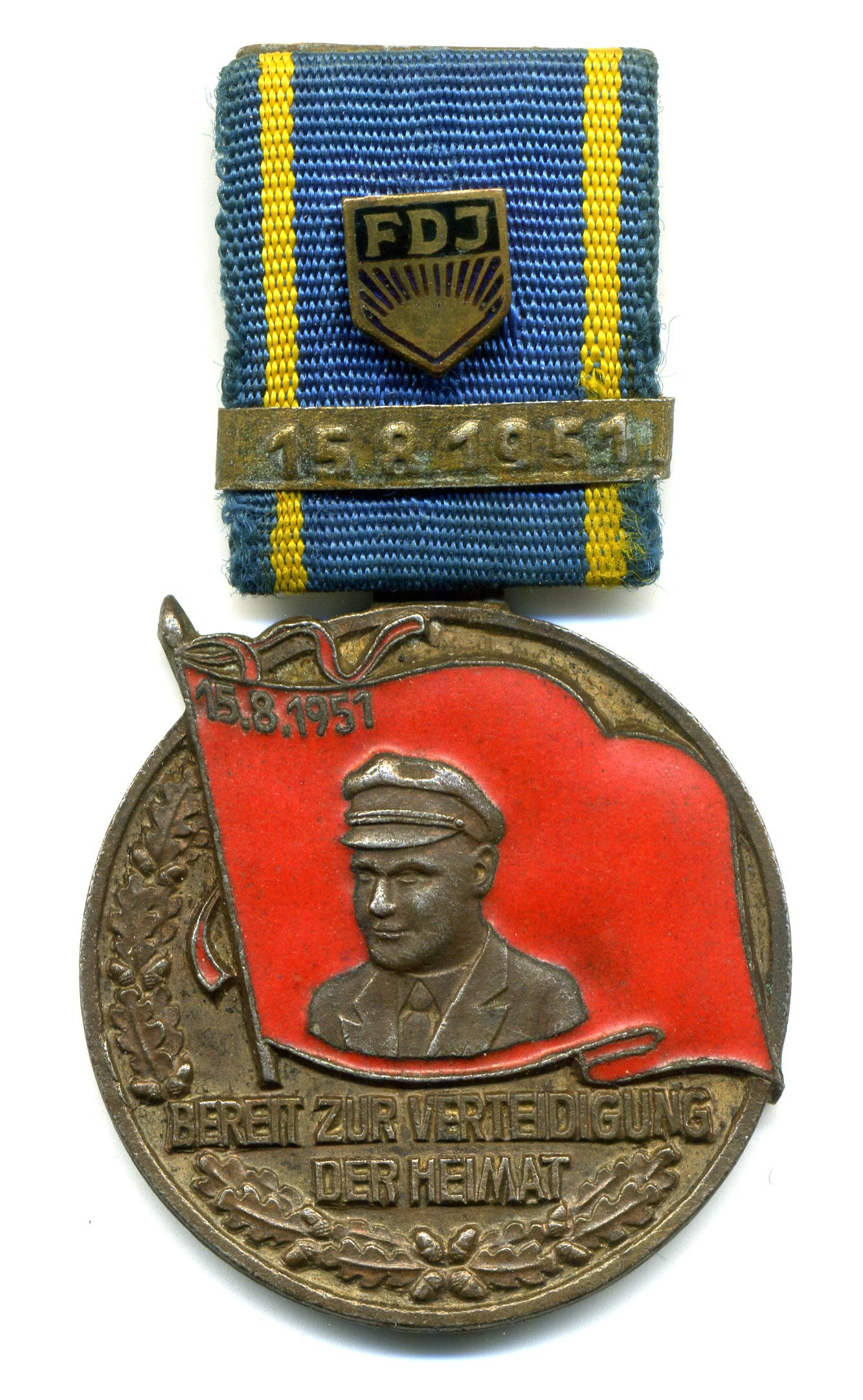
Abbildung der Thälmann-Medaille

Die Thälmann-Medaille, davor auch Medaille „Bereit zur Verteidigung der Heimat“ war in der Deutschen Demokratischen Republik (DDR) eine nichtstaatliche Auszeichnung der Freien Deutschen Jugend (FDJ), die 1951 gestiftet und einmalig verliehen wurde. Die Verleihung erfolgte dabei an alle Teilnehmer der Friedensdemonstration der deutschen Jugend, die am 15. August 1951 in West-Berlin stattgefunden hatte. 

## Aussehen und Trageweise
Die 35,5 mm große bronzene Medaille zeigt auf ihrem Avers das Bildnis Ernst Thälmanns vor einer roten Fahne, in dessen oberen rechten Ecke das Datum: 15.8.1951 zu lesen ist. Unter der Fahne ist die zweizeilige Aufschrift: BEREIT ZUR VERTEIDIGUNG / DER HEIMAT in erhaben geprägten Buchstaben dargestellt. Unter dieser Aufschrift sind zwei gekreuzte Eichenlaubzweige dargestellt, die rechts aus zwei Blättern und links aus fünf Eichenblättern besteht. Auf dem Revers der Medaille ist am unteren Rand eine vier- oder fünfstellige Verleihungsnummer zu finden, ansonsten ist die Rückseite glatt und zeigt eine Vertiefung an der Stelle, wo sich auf der Vorderseite der Medaille das Kopfporträt Thälmanns befindet. Getragen wurde die Medaille an einem blauen Band, in dem beidseitig zwei 3 mm breite gelbe senkrechte Mittelstreifen eingewebt waren, die 3 mm vom Saum entfernt standen. Zusätzlich befand sich auf dem Band das aufgelegte FDJ-Symbol sowie eine Spange mit dem erhaben geprägten Datum: 15.8.1951. Wollte man nur das Ordensband tragen, konnte die Medaille ausgehängt werden.